# Свами Рамдев
Свами Рамдев (хинди स्वामी रामदेव, англ. Swami Ramdev, настоящее имя — Рамкишан Ядав) — индийский гуру йоги, известен своей работой в области аюрведы, бизнеса и сельского хозяйства.

## Биография
Свами Рамдев родился под именем Рамкишан Ядав 25 декабря 1965 году в Алипуре, в округе Махендрагарх индийского штата Харьяна в семье Гулаб Деви и Шри Рам Ниваса. До восьмого класса он учился в школе в Шахджадпуре, затем его приняли в гурукулу (древнеиндийскую ведическую школу, где ученики живут вместе, вне зависимости от социального положения, и обучаются у своего гуру) в деревне Ханпур, где начал изучать санскрит и йогу. В конце концов, он отрёкся от мирской жизни и принял санньясу, отказавшись от материального и посвятив себя духовной работе. В санньясе он получил имя Свами Рамдев. После этого он отправился в Джинд, штат Харьяна, где в возрасте 14 лет поступил в гурукулу в Кальве. Там, под попечительством Ачарьи Шри Балдевджи он изучал санскрит и йогу, и получил степень ачарьи со специализацией в области санскрита Вьякараны (традиционное индийское языкознание), йога-даршаны, Вед и Упанишад. Позже он был очень вдохновлён жизнью и писаниями Махариши Даянанда (1824—1883) и тщательно изучил «Сатьяртху-пракаш» и «Ригведади-бхашья-бхумику» (труды Махарши Даянанды). Патанджали, как символ йоги и аюрведы также оказал на него сильное влияние.
В процессе обучения Свами Рамдев начал бесплатно преподавать йогу всем жителям штата. Он интенсивно практиковал самодисциплину и медитацию. Выполнив работу по преподаванию йоги, Свами Рамдев отправился в пещеры Ганготри высоко в Гималаях. Благодаря глубокой медитации, дисциплине и послушанию ему стали ясны цели его дальнейшей работы: популяризация йоги и аюрведы в Индии и во всем мире и реформирование социальной, политической и экономической системы Индии. Чтобы добиться этих целей Свами Рамдев совместно с близким другом и соратником, Ачарьей Балкришной, основал фонд «Дивья йог мандир», а затем ещё несколько фондов в Индии и за рубежом (США, Великобритания). Главный офис фонда расположен в Харидваре, Индия. «Патанджали-йогпитх» — это огромный медицинский комплекс, в который входят научно-исследовательский центр, больница, хоспис, отель, аюрведическая клиника, центр Шаткармы и Панчакармы (аюрведический массаж), а также обучающий центр, издательство, ботанический сад и завод по производству аюрведических препаратов, «Дивья фармаси». В исследовательском отделении комплекса «Патанджали-йогпитх» проводятся научные исследования влияния йоги и аюрведы на здоровье человека. Основываясь на результатах исследований, Свами Рамдев создал более 40 программ для лечения с помощью йоги самых различных болезней (ожирение, гипертония, диабет, заболевания печени и др.).
Свами Рамдев широко известен в Индии и за рубежом, его семинары по йоге посещают по 50 тысяч человек, ежедневно его программы занятий транслируют по нескольким каналам центрального индийского телевидения (Аастха, Зитиви, Стар, Сахара), в его аюрведических клиниках врачи лечат тысячи пациентов, а аюрведическими препаратами «Дивья фармаси» пользуются миллионы людей по всему миру. В 2010 году газета «Нью-Йорк Таймс» назвала Свами Рамдева «индусом, создавшим империю йоги», «символом Новой Индии».
В 2011 принимал активное участие в антикоррупционных выступлениях.